# Đánh cược với quỷ
Đánh cược với quỷ (tựa gốc tiếng Anh: The Imaginarium of Doctor Parnassus) là một phim điện ảnh hài-chính kịch kỳ ảo năm 2009 do Terry Gilliam đạo diễn kiêm nhà đồng viết kịch bản với Charles McKeown. Nội dung phim kể về chuyến đi của một đoàn kịch, với người trưởng đoàn từng đánh cược với Quỷ dữ, đưa khán giả qua tấm gương ma thuật để khám phá trí tưởng tượng của họ, đồng thời đưa họ đến lựa chọn giữa khai sáng tự giác ngộ và sự ngu dốt vừa lòng. Phim có sự tham gia của Heath Ledger, Christopher Plummer, Andrew Garfield, Lily Cole, Verne Troyer và Tom Waits; dù cái chết của Ledger khi phim mới trải qua một phần ba khâu sản xuất đã khiến phim bị trì hoãn tạm thời. Vai của Ledger được tuyển lại khi Johnny Depp, Jude Law và Colin Farrell đóng những ngoại hình thay đổi trong nhân vật của Ledger khi anh đi qua một thế giới giấc mơ.